# Coatlicue (stea)
Coatlicue este numele dat unei stele ipotetice care a dat naștere Soarelui și apoi ar fi explodat ca o supernovă. Coatlicue ar fi avut de cel puțin treizeci de ori masa Soarelui și, în timp ce se afla în secvența principală, vânturile sale puternice ar fi comprimat gazul nebuloasei locale și ar fi dat naștere a sute de stele, inclusiv Soarele nostru. Existența și caracteristicile acestei stele au fost deduse din prezența aluminiului-26 în meteoriți, care a fost expulzat prin vânturile stelei masive.

## Nume
Cōātlīcue este mama Soarelui în cosmogonia aztecilor.
Acest nume este neoficial; a fost propus de Matthieu Gounelle și Georges Meynet, autorii unui articol în revista Astronomy & Astrophysics.